# Палестина на Светском првенству у атлетици на отвореном 2013.
Палестина је учествовала на 14. Светском првенству у атлетици на отвореном 2013. одржаном у Москви од 10. до 18. августа тринаести пут. Репрезентацију Палестине представљао је један такмичар који се такмичио у трци на 100 метара.,
На овом првенству Палестина није освојила ниједну медаљу. Постигнут је нови национални рекорд.

## Учесници
Мушкарци:
- Мухамед Абукхоуса — 100 м

## Резултати

### Мушкарци
| Атлетичар         | Дисциплина | Лични рекорд | Предтакмичење | Предтакмичење | Квалификације        | Квалификације        | Полуфинале           | Полуфинале           | Финале               | Финале  | Детаљи |
| Атлетичар         | Дисциплина | Лични рекорд | Резултат      | Место         | Резултат             | Место                | Резултат             | Место                | Резултат             | Место   | Детаљи |
| ----------------- | ---------- | ------------ | ------------- | ------------- | -------------------- | -------------------- | -------------------- | -------------------- | -------------------- | ------- | ------ |
| Мухамед Абукхоуса | 100 м      |              | 10,87 НР      | 5 гр 4        | Није се квалификовао | Није се квалификовао | Није се квалификовао | Није се квалификовао | Није се квалификовао | 59 / 75 |        |